# Cső-Montage Budapest Futsal Club
Lo Cső-Montage Budapest Futsal Club è un club ungherese di calcio a 5 con sede a Budapest.

## Storia
Nato nel 1994 come In Time Sport Club, ha mantenuto questa denominazione sino al termine della stagione 1997/1998, al cambio di denominazione in quello attuale, ha due anni di risultati non positivi, tornando poi a vincere tre campionati e tre coppe di seguito (2001, 2002, 2003) con la conquista delle relative Supercoppe. Questi successi gli hanno permesso di partecipare alle prime tre edizioni della UEFA Futsal Cup dove il miglior risultato è stato proprio alla prima partecipazione quando la squadra ungherese è giunta ai gironi di accesso alle semifinali, sopravanzata solo la Castellon e Charleroi, poi finaliste entrambe.
Nella stagione 2007/2008 disputa la massima divisione del Campionato ungherese di calcio a 5, chiamata NB I.

## Palmarès
- 3 Campionati d'Ungheria: 2001, 2002 e 2003
- 3 Coppe d'Ungheria: 2001, 2002 e 2003
- 3 Supercoppe d'Ungheria: 2001, 2002 e 2003